# Ziphosuchia
Ziphosuchia — це клада мезоевкрокодилієвих крокодилоподібних, яка включає нотозухії та себекосухії.

## Систематика
Вперше побудований у 2000 році, вважалося, що він включає Notosuchus, Libycosuchus і Sebecosuchia. У філогенетичному дослідженні 2004 року він був визначений як останній загальний предок Notosuchus, Libycosuchus і Baurusuchoidea та всіх його нащадків.
Ziphosuchia часто вважають сестринською групою Neosuchia, клади, яка включає сучасних крокодилів. Разанандронгобе є найдавнішим представником цієї клади.